# بی‌بی‌سی تراست
بی‌بی‌سی تراست بدنهٔ اجرایی شرکت پخش بریتانیا (بی‌بی‌سی) است. این نهاد در عمل مستقل از مدیریت و بدنه‌های خارجی بی‌بی‌سی فعالیت می‌کند و هدف از آن اخذ بهترین تصمیم‌ها برای تأمین منافع پرداخت‌کنندگان هزینه‌های مجوز اعلام شده‌است. در ۱۲ مهٔ ۲۰۱۶، مسئولیت نظارت بر بی‌بی‌سی تراست از جانب مجلس عوام به آفکام (ادارهٔ ارتباطات بریتانیا) واگذار شد.